# جيوفاني بونتي (متسابق دراجات نارية)
جيوفاني بونتي (بالإيطالية: Giovanni Bonati)‏ مواليد 17 أبريل 1991، هو متسابق دراجات نارية إيطالي. نافس في سباقات بطولة العالم لفئة 125 سي سي.

## روابط خارجية
- جيوفاني بونتي على موقع MotoGP.com (الإنجليزية)